# Цвібак
Цвібак (нім. Zwieback, Німецька: [ˈt͡sviːbak] ( прослухати)) є різновидом сухарів з бісквіту, які їдять в Австрії, Бельгії, Боснії та Герцеговині, Болгарії, Хорватії, Франції, Німеччині, Греції, Італії, Люксембурзі, Нідерландах, Північній Македонії, Польщі, Скандинавії, Сербії, Словенії, Швейцарії, Туреччині та Україні. Це різновид хрусткого підсолодженого хліба, який виготовляється з яйцями і випікається двічі. Походить зі Східної Пруссії. За словами Фабіана Шайдлера, Альбрехт фон Валленштейн винайшов цвібак, щоб годувати свою армію найманців під час Тридцятилітньої війни . Меноніти принесли цвібак до України; коли багато емігрували на захід напередодні революції, вони привезли цвібак до Канади, Сполучених Штатів та інших частин світу.
Існує два типи цвібака. Перший тип готується шляхом відщипування круглих шматочків тіста, покладання одного шматка на інший, притискання їх разом, просунувши пальцем крізь обидва шматки. Потім його запікають і подають у вигляді теплих м’яких булочок. Цей тип ототожнюється з менонітами. Інший тип — це хлібець, нарізаний перед другим випіканням, у результаті чого виходять хрусткі, крихкі скибочки, які дуже нагадують тост Мелба. Цвібак зазвичай використовується для годування немовлят, у яких прорізуються зуби  а також як перша тверда їжа для пацієнтів із розладом шлунку.
Назва походить від німецьких zwei («два») або zwie («двічі-») і backen, що означає «пекти» . Тому Zwieback буквально перекладається як «двічі випечений». Французька та італійська назви, відповідно, biscotte та fette biscottate мають однакове походження, biscotto (бісквіт), що також означає двічі ("bis-") запечене (-"cotto"). Словенська назва — prepečenec, що означало б перепечене. Сербсько-хорватська назва — dvopek, що, знову ж таки, буквально означає двічі (dvo) запечене (pek).

## Менонітський Цвібак

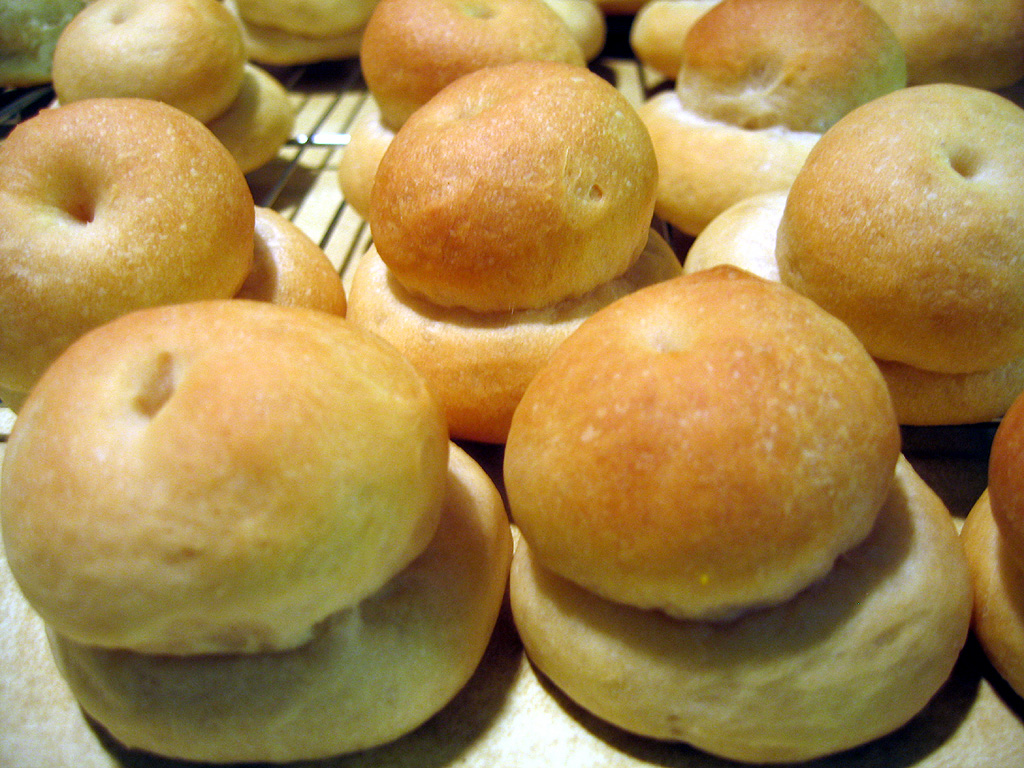
Менонітський цвібак

Менонітський цвібак, який у Plautdietsch називається Tweebak, — це дріжджова булочка, сформована з двох шматків тіста, які роз’єднуються під час споживання. Розміщувати дві кульки тіста одну на одній, щоб верхня не впала під час випікання, є частиною мистецтва та завданням, яке має опанувати пекар. Традиційно цей тип цвібека печуть у суботу та їдять у неділю вранці та після обіду Фаспа (стандартна німецька: «Вечірня»),  легка їжа .
Цей цвібак виник у портових містах Нідерландів або Данцігу, де підсмажені сушені булочки використовували для забезпечення провізією кораблів. Іммігранти менноніти з Нідерландів, які оселилися навколо Данцига в Західній Пруссії, продовжили цю практику і привезли її з собою, коли мігрували до нових колоній на території сучасної України.
Традиційно цвібак готують із використанням смальцю замість масла або їх суміші. Таким чином, цвібак є дуже насиченим і не потребує масла, коли його їдять, хоча желе або джем добре підходять. У багатьох рецептах цвібака не використовуються сучасні одиниці вимірювання, натомість покладаються на анекдотичні вимірювання, що передаються з покоління в покоління.